# پیانسانو
پیانسانو (به ایتالیایی: Piansano) یک کومونه در ایتالیا است که در استان ویتربو واقع شده‌است.

## خصوصیات
پیانسانو ۲۶٫۵ کیلومترمربع مساحت و ۲٬۲۳۲ نفر جمعیت دارد و ۴۰۹ متر بالاتر از سطح دریا واقع شده‌است.